# Leniechinus
Leniechinus is een geslacht van uitgestorven zee-egels uit de familie Echinocyamidae. Vertegenwoordigers van dit geslacht zijn slechts als fossiel bekend.

## Soorten
- Leniechinus herricki Kier, 1968 †